# Groupe de NGC 3038
Le groupe de NGC 3038 comprend au moins six galaxies situées dans la constellation de la Machine pneumatique. La distance moyenne entre ce groupe et la Voie lactée est d'environ 44,4 Mpc (∼145 millions d'al). 

## Membres
Le tableau ci-dessous liste les six galaxies du groupe indiquées dans l'article de A.M. Garcia paru en 1993.   
| Nom        | Classification | Type                        | α (J2000.0)   | δ (J2000.0)  | Vitesse radiale (km/s) | Magnitude apparente | Distance (Mpc) | Diamètre (kal) |
| ---------- | -------------- | --------------------------- | ------------- | ------------ | ---------------------- | ------------------- | -------------- | -------------- |
| NGC 3038   | SA(rs)b        | Spirale                     | 09h 51m 15.4s | -32° 45′ 09″ | 2790 ± 3               | 11,6                | 45,8 ± 3,2     | 166            |
| NGC 3087   | E+?            | Elliptique                  | 09h 59m 08.6s | -34° 13′ 31″ | 2672 ± 21              | 10,5                | 44,1 ± 3,1     | 114            |
| NGC 3120   | SAB(s)bc?      | Spirale intermédiaire       | 10h 05m 23.0s | -34° 13′ 12″ | 2788 ± 1               | 12,8                | 45,8 ± 3,2     | 79             |
| IC 2532    | SAB(s)bc?      | Spirale intermédiaire       | 10h 00m 05.4s | -34° 13′ 42″ | 2822 ± 9               | 13,1                | 46,3 ± 3,3     |                |
| ESO 373-21 | SB(s)dm        | Spirale barrée magellanique | 09h 43m 53.4s | -31° 33′ 33″ | 2645 ± 8               | 13,35               | 43,5 ± 3,1     | 94             |
| ESO 373-26 | SB(s)d         | Spirale barrée              | 09h 46m 48.4s | -33° 36′ 13″ | 2462 ± 2               | 13,3313             | 40,9 ± 2,9     | 104            |

Le site DeepskyLog permet de trouver aisément les constellations des galaxies mentionnées dans ce tableau ou si elles ne s'y trouvent pas, l'outil du site constellation permet de le faire à l'aide des coordonnées de la galaxie. Sauf indication contraire, les données proviennent du site NASA/IPAC.

## Amas de l'Hydre et superamas de l'Hydre-Centaure
Le groupe de NGC 3038 est l'un des groupes de galaxies de l'amas de l'Hydre (Abell 1060). Richard Powell donne le nom de groupe de NGC 3087 à ce groupe.
L'amas de l'Hydre est l'amas dominant du superamas de l'Hydre-Centaure.

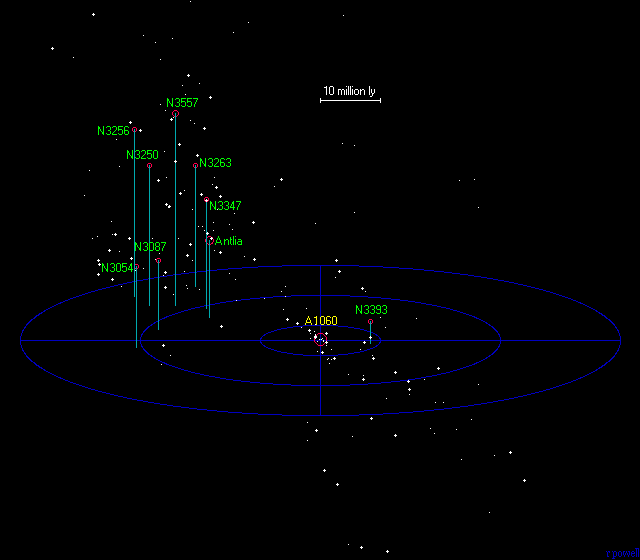
Carte tridimensionnelle du superamas de l'Hydre-Centaure. Cette carte montre les positions des 250 plus grosses galaxies du superamas. On trouve au centre du superamas l'amas dominant du superamas, l'amas de l'Hydre (Abell 1060). (Powell, Richard, Atlas of the Universe.)